# گورکن
گورکَن‌ها جانورانی مهره‌دار و همه‌چیزخوار از خانوادهٔ راسویان (Mustelidae) هستند. گورکَن ۱۱ گونهٔ مختلف دارد. ساختار آروارهٔ گورکن چنان است که به آن امکان قفل کردن می‌دهد، اما حرکت افقی آرواره‌اش نسبت به پستانداران دیگر محدود است. نوع اروپایی آن بزرگ‌تر است. گورکن‌ها بدن کوتاه و چاق و پاهای کوتاه دارند که برای کندن مناسبند. سر آن‌ها مثل راسو کشیده و گوش‌هایشان کوچک است. صورتشان سیاه است که چند لکه سفید دارد. بدنشان خاکستری رنگ است. خطوطی با رنگ روشنتر از سر تا دم را می‌پوشانند. پاهایشان تیره رنگ و شکمشان خاکستری روشن است. طول گورکن بالغ می‌تواند به ۹۰ سانتیمتر و وزنش به ۱۰ کیلوگرم برسد. گورکن‌ها روز را در لانه‌های زیرزمینی می‌گذرانند و شب‌ها جهت شکار و تغذیه بیرون می‌روند. بعضی از این لانه‌ها بسیار بزرگ و پیچیده هستند. گورکن‌ها انفرادی یا گروهی (از ۲ تا ۱۵) زندگی می‌کنند. آنها از خود و بچه‌هایشان با سرسختی دفاع می‌کنند؛ حتی در مقابله با حیوانات بزرگتری مثل گرگ یا خرس. سرعت دویدنشان می‌تواند به ۳۰ کیلومتر در ساعت برسد. این جانور پنجه‌های نیرومندش را برای نفوذ به لانهٔ موریانه یا کندن زمین برای جستجوی غذا به کار می‌برد.
گورکن‌ها موجوداتی خجالتی و شبگردند. همهٔ انواع گورکن‌ها مهارت زیادی در حفر کردن زمین دارند و با استفاده از چنگال‌های دراز پاهای جلوی خود، زمین را می‌کنند تا غذا به دست آورند یا نقب بزنند. گورکن‌ها به‌طور کلی موجوداتی بی‌آزارند و با وجود دندان‌های قوی بیشتر از طعمه‌های کوچک و گیاهان تغذیه می‌کنند. بینایی آن‌ها ضعیف است، ولی حس بویایی و شنوایی بسیار قدرتمندی دارند.